# 伊萨克·孔托斯特法诺斯
伊萨克·孔托斯特法诺斯是阿莱克修斯一世（1081-1118年在位）时期的一位拜占庭帝国将领。他参与了与诺曼人的战争，但表现不佳。

## 生平
1080年，伊萨克·孔托斯特法诺斯第一次在史料中出现，他参与了帝国军队攻打叛乱者尼基弗罗斯·梅利塞诺斯的战役，战斗中他意外坠马，差点被梅利塞诺斯的突厥人盟军俘虏，因乔治·巴列奥略的援救才逃过一劫。之后他出席了1084年布拉赫奈宫举行的宗教会议，此时拥有“第一最高贵者”头衔。
1105年时，伊萨克担任拜占庭海军的高级将领（都督），此时博希蒙德率领的诺曼军队将前来进攻，皇帝阿莱克修斯一世（1081-1118年在位）便任命他接替兰杜尔夫（Landulf）担任“大都督”（海军总司令），派他前往都拉齐翁拦截敌军。但伊萨克自作主张，决定主动攻击位于海峡对岸，由欧特维尔的爱玛防守的奥特朗托。尽管他的兵力足以直接攻城，但他中了爱玛的缓兵之计，接受了谈判的请求，随后诺曼人的援军到达，将伊萨克的部队击败，他被迫撤回阿尔巴尼亚海岸。随后他以奥隆（今发罗拉）为基地，在奥特朗托海峡巡逻警戒；然而博希蒙德军准备渡海的消息传来后，他的舰队不战而溃，退到希马雷，伊萨克无法恢复部队的秩序。
博希蒙德因而顺利登陆，皇帝责成他拦截诺曼人的补给舰队，但他再次失败。兰杜尔夫写信给皇帝，细数他的无能， 1108年夏季，皇帝决定将他解职，由马里阿诺斯·毛罗卡塔卡隆（Marianos Maurokatakalon）接任。这也是他最后一次在史料中出现。

## 家庭
伊萨克的后人成为整个孔托斯特法诺斯家族家族中最重要的一支，他们在12世纪继续与科穆宁家族、杜卡斯家族、安格洛斯王朝等名门大族联姻，他们多担任高级军职，伊萨克有如下几个孩子：
- “最可敬者（英语：Panhypersebastos）”斯特法诺斯·孔托斯特法诺斯（英语：Stephen Kontostephanos），与约翰二世（1118-1141年在位）之次女安娜·科穆宁娜结婚，后曾任“大都督”，1149年阵亡于科孚[10]。
- 安德洛尼卡·孔托斯特法诺斯（英语：Andronikos Kontostephanos (son of Isaac)），与阿莱克修斯一世之兄伊萨克·科穆宁（英语：Isaac Komnenos (brother of Alexios I)）之子阿德里亚诺·科穆宁（后成为奥赫里德都主教，称约翰四世）之女狄奥多拉·科穆宁娜结婚[11][12]。他1144年率军与安条克的雷蒙作战，1156年参加了对南意大利的远征[13]。
- 约翰·孔托斯特法诺斯，在伊萨克二世手下于1186年获任“大都督”[9]。
- 阿莱克修斯·孔托斯特法诺斯，1140年时任都拉齐翁都督，可能是伊萨克的儿子[9]。

## 引用
1. 1 2  Skoulatos 1980，第131頁.
2. ↑  Skoulatos 1980，第131, 171頁.
3. 1 2  Guilland 1967，第543頁.
4. ↑  Skoulatos 1980，第131–132頁.
5. ↑  Skoulatos 1980，第132頁.
6. ↑  Skoulatos 1980，第132, 171頁.
7. ↑  Varzos 1984，第295–299頁.
8. ↑  ODB，"Kontostephanos" (A. Kazhdan), pp. 1148–49.
9. 1 2 3  Varzos 1984，第295頁.
10. ↑  Varzos 1984，第295, 380–388頁.
11. ↑  Varzos 1984，第162 -163, 291頁.
12. ↑  Gautier 1971，第222, footnote 10頁.
13. ↑  Varzos 1984，第291–294, 295頁.